# Grand Theatre (New York)

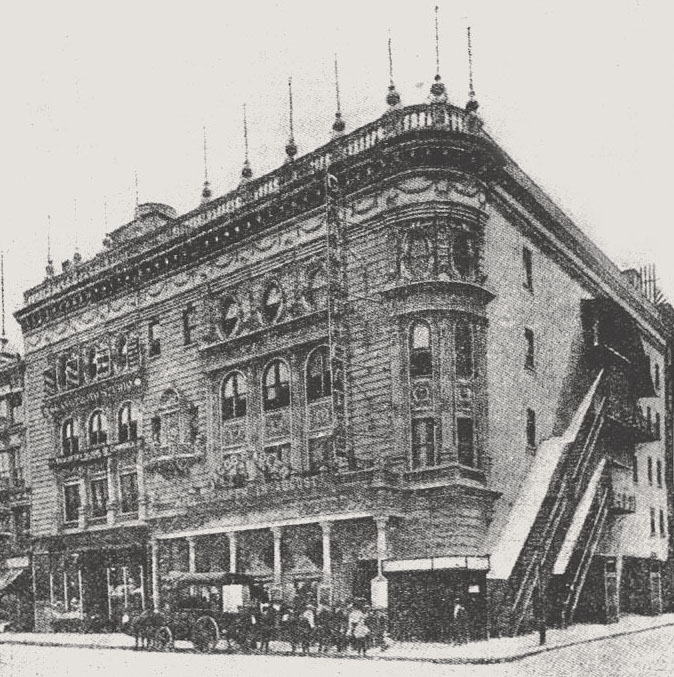
Grand Theater (vor 1906)

The Grand Theatre, benannt nach seinem Standort an der Adresse 255, Grand Street in New York City, war nach den Angaben von Lulla Adler Rosenfeld das erste Theatergebäude überhaupt, das dem jiddischen Theater gewidmet war. Es wurde 1903 von Joseph Lateiner und anderen gegründet. Architekt des vierstöckigen Gebäudes war Victor Hugo Koehler. Der erste künstlerische Leiter des Theaterbetriebs war Jacob P. Adler.
Das Theatergebäude befand sich wie die anderen frühen Theater in Manhattan noch südlich des heutigen Broadway. Es bot Inszenierungen von Stücken jiddischer Autoren wie Jacob Gordin oder Scholem Alejchem, aber auch von Shakespeare, Ibsen, Tolstoi, Gutzkow und anderen.
Es gab ebenfalls häufig Unterhaltungsprogramme wie Vaudevilles, Varietés und andere.
1909 wurde das Gebäude an die Bedford Theatrical Company verpachtet und später teilweise als Kino genutzt. 1930 wurde es abgerissen.